# Etnografia de la comunicació
L'etnografia de la comunicació és una disciplina que estudia els usos que es donen a la llengua en la vida quotidiana de les comunitats lingüístiques. S'engloba dins de l'antropologia lingüística, i empra els mètodes d'investigació i anàlisi propis de l'etnografia, tot i que els complementa amb tècniques que provenen d'altres àmbits, com ara la pragmàtica, o l'anàlisi de la conversa. L'etnografia de la comunicació considera que el discurs (i la llengua com a eina indispensable que el configura) «és un dels principals mitjans per a la (re)creació i transmissió de patrons de coneixement i acció social». Per dur a terme aquesta tasca, l'etnografia de la comunicació es pregunta quins són els fins d'un acte concret de comunicació, quines són les seves qualitats quan s'empra en un context determinat, i de quina manera es diferencia tant d'altres usos d'aquest mateix acte de comunicació en contextos diferents, com de l'ús d'altres actes de comunicació en el context en el qual s'ha emprat.
John Gumperz i sobretot, Dell Hymes (1964) foren els pares d'aquest corrent. Cal dir que, fins als anys seixanta del segle xx, la lingüística s'havia centrat de manera gairebé exclusiva en l'estudi de la llengua com a sistema de signes. Els intents d'entendre la dimensió social de la llengua s'havien limitat a intentar definir com parlaven els membres de diferents grups socials, però sense tenir gaire en compte en quina situació, amb quins interlocutors i per aconseguir quins objectius. Per solucionar aquestes mancances, els etnògrafs de la comunicació, que entenien la llengua com a pràctica cultural i social, van defensar que el seu estudi s'havia de centrar en l'ús contextualitzat de les formes lingüístiques en un esdeveniment de parla o comunicatiu. Els etnògrafs de la comunicació van proposar, doncs, que, en comptes de llengua, es fes servir el terme comunicació per tal com, entenien, la llengua era només un dels recursos comunicatius a l'abast d'un grup humà (o com deia Hymes, un dels recursos de la seva economia comunicativa).
Concretament, l'etnografia de la comunicació ha centrat bona part dels seus esforços a determinar com els diversos usos lingüístics interaccionen dins d'un mateix grup social, i com ho fan entre grups diferenciats, posant especial èmfasi en situacions en les quals es produeixen canvis de codi en una mateixa situació de parla. La base epistèmica de l'etnografia de la comunicació es fonamenta en la consideració que les realitzacions concretes i determinades de les llengües no es poden desvincular enterament dels seus usos socials, dins d'un context. Així doncs, l'etnografia de la comunicació se centra en com les llengües «estableixen, desafien, i recreen les identitats i les relacions socials; expliquen als altres i a nosaltres mateixos per què el món és tal com és i què caldria fer per canviar-lo; donen marcs per a esdeveniments en l'àmbit social i individual; i trenquen, o més sovint sostenen, les barreres físiques, polítiques o socials».
Segons Hymes (1972), l'etnografia de la comunicació té tres objectius: la comparació de la parla interculturalment, la proposta de taxonomies i la construcció de models teòrics explicatius d'aquestes taxonomies. Ha desenvolupat conceptes com ara competència lingüística, comunitat lingüística, repertori lingüístic, situació de parla, fet de parla i acte de parla, usats també en sociolingüística.

## Antecedents
Els pensadors Johann Gottfried Herder (1744-1803) i Humboldt (1767-1835) van començar a fonamentar les bases per a les futures aportacions posant de manifest les relacions que hi havia entre llengua, cultura i pensament. Però van ser Boas (1859-1942) i Sapir (1881-1939) (reconeguts com a fundadors de l'antropologia lingüística) qui van descobrir que, quan s'aprenia un codi, també s'estava aprehenent els valors, les conductes de relació social, les normes de comportament, etc., que s'expressaven amb el codi. Cal també fer esment de l'antropòleg Bronislaw Malinowski, qui juntament amb Sapir, van manifestar que calia redirigir la mirada cap al fet comunicatiu entès com a intercanvi ancorat en un context situacional en els quals els individus no sols codifiquen i descodifiquen missatges lingüístics (com deia Saussure), sinó que també actuen socialment. Les idees centrals són: 
- la importància del context situacional en la comprensió dels fets lingüístics
- la participació interaccional com a font de significats socials i culturals
- la parla entesa com a acció social

El terme i la seva definició van aparèixer per primer cop en l'obra de Dell Hymes i John Gumperz (1972), Directions in Sociolinguistics, per a referir-se a l'estudi de la interacció lingüística o comunicativa. En un principi, l'objectiu era tan sols el comportament comunicatiu de grups tribals, però més endavant se centrà també en l'anàlisi de l'activitat comunicativa: les situacions, els fets i els actes de parla. Per tant, estudia totes les normes, explícites i implícites, els aspectes verbals i no verbals de les interaccions comunicatives.

## Competència comunicativa
Un dels objectius clau de l'etnografia de la comunicació és identificar el coneixement que qualsevol parlant d'una comunitat té per a poder-se comunicar de manera adequada dins aquesta comunitat i un dels principals aspectes que tracta és la capacitat que tenen els parlants de transmetre adequadament allò que volen comunicar als seus interlocutors, a diferència de la competència lingüística, que podem associar a la lingüística estructural, i que se centra més en la capacitat dels parlants per a generar enunciats gramaticalment correctes. Els etnògrafs, per tant, van utilitzar el terme competència per tal de posar-lo en diàleg amb la noció de competència lingüística mental i abstracta que Chomsky, coetani de Hymes i Gumperz, defensava. Alhora, volien fer palès que l'ús lingüístic no era imprevisible, arbitrari i poc sostenible, sinó regular i susceptible de ser descrit d'una manera sistemàtica.
La concepció que és necessària una gramàtica abstracta autònoma als fets de parla, que podem vincular més estretament a les propostes de lingüistes com Chomsky i Saussure, contradiu el principi de l'etnografia de la comunicació segons el qual la llengua pren completament el seu sentit ontològic en el moment de la seva realització concreta. De tota manera, cal tenir en compte que la idea que només es pot trobar un ordre o una regularitat en un model abstracte de la llengua entra en contradicció amb el fet que, sovint, no es produeix un acord entre els parlants sobre quins usos de la llengua són acceptables i quins altres no ho són. Igualment, trobem que en els fets de parla es pot trobar certa regularitat, com ho demostren els estudis que s'han fet dins de l'àmbit de la variació lingüística.
La competència comunicativa, per tant, segons la visió que en té l'etnografia de la comunicació, és la capacitat de transmetre un contingut determinat i específic. Cal no oblidar que aquesta transmissió estarà sempre subjecta al context en el qual es produeix, puix tant aquesta com la recepció del contingut s'hi veuran condicionats. En aquest sentit, l'etnografia de la comunicació pren el context des de tres angles diferents: la comunitat de parla, el fet de parla, i l'acte de parla.

## Comunitat de parla
L'etnografia de la comunicació considera que una comunitat de parla és un grup que comparteix les mateixes regles per a emprar i interpretar els enunciats lingüístics. Més enllà de compartir una mateixa llengua, té en compte que parlants d'un mateix grup lingüístic poden interpretar un mateix fet de parla de maneres diferents. Així doncs, aquestes comunitats es defineixen per patrons comuns que van més enllà de l'homogeneïtat lingüística, i que contribueixen, a més, a conformar la identitat de grup. Aquests trets grupals també regeixen, a través dels usos de la llengua que es fan en el seu si, la conducta social dels seus membres.
Per als etnògrafs de la comunicació, un objectiu clau fou descriure la relació entre funció i forma lingüística en diferents societats. Així, els grups humans o comunitats (i no les llengües enteses com a codis abstractes de signes) van esdevenir els marcs de referència per als etnògrafs de la comunicació. Les comunitats eren, per a ells, sistemes d'esdeveniments comunicatius que calia descriure per poder establir comparacions entre diferents comunitats. L'objectiu d'aquest programa comparatiu era no sols identificar les característiques distintes de cada esdeveniment en diferents societats (per tal de poder definir la competència comunicativa dels parlants) sinó, fonamentalment, establir el rol de la parla en relació amb altres formes comunicatives dins cada grup cultural i humà.

## Fet de parla
L'anàlisi del fet de parla parteix de les propostes fetes per Hymes per tal de poder descriure els actes de comunicació lingüística. Per això, els etnògrafs de la comunicació van proposar vuit components que caracteritzaven qualsevol esdeveniment comunicatiu i que calia estudiar per separat i també en relació amb els altres. Emprant l'acròstic mnemotècnic SPEAKING (que és l'acrònim derivat de les inicials de cadascun d'aquests en anglès), provà de descriure els vuit components del seu mètode d'anàlisi. A continuació, es resumeixen les característiques principals de cadascun dels components:
1. Scene / situació: en aquest punt, ens fixem en l'espai físic i temporal com el psicosocial de la conversa, en l'atmosfera del lloc i en el lloc que ocupen els participants segons el rol que hi juguen.
2. Participants / participants: ens fixarem en les característiques socioculturals rellevants dels participants i les relacions (per exemple, de poder) que estableixen entre ells/elles.
3. Ends / finalitats: són els objectius particulars que cada participant pot expressar individualment durant la conversa. A més d'individuals, poden ser generals o institucionals.
4. Act sequences / seqüència d'actes: es refereix a l'organització o estructuració de la interacció. Com s'organitzen els temes que es van tractant.
5. Key / clau: indica el grau de formalitat/informalitat i el to de les produccions lingüístiques.
6. Instrumentalities / instruments: en aquest punt, s'inclou el canal del missatge, la tria del repertori verbal (llengua, varietat i alternances lingüístiques) i els elements cinèsics i proxèmics.
7. Norms / normes: les que regulen la presa de torn i les que permeten interpretar-ne correctament la interacció. Són tant de producció com d'interpretació.
8. Genere / gènere: és el tipus de fet comunicatiu (entrevista, debat, tertúlia, etc.) i el tipus de discurs utilitzat (narració, descripció, etc.).

Aquest acròstic fou adaptat, alterant l'ordre dels elements, al francès, primer, i al català, després, en l'acròstic PARLANTT (Participants, Actes, Raison (finalitats), Locale, Agents (instruments), Normes, Ton (clau), Types (gènere)).
L'objectiu de Hymes emprant aquesta classificació era el de caracteritzar «qualsevol trobada comunicativa i pot, per tant, servir de base a la construcció d'un corpus de dades susceptibles de ser tipificades». Igualment, l'estudi dels fets de parla permet als investigadors de preservar informació relativa al context social, alhora que manté la capacitat de focalitzar-se en els actes personals. Cal dir que la proposta de Hymes i Gumperz va estimular l'estudi empíric de nombrosos esdeveniments comunicatius (sovint amb una forta càrrega cultural i simbòlica), com ara cerimònies religioses, judicis, debats, oratòria pública, etc., en comunitats molt diverses d'arreu del món. Per contra, altres esdeveniments comunicatius més quotidians, com ara entrevistes de feina o trobades transaccionals en establiments comercials, no van ser, en general, subjectes a anàlisi.
Un altre aspecte que cal tenir en compte quant a l'aplicació del model de Hymes és el fet que cal adoptar una postura èmica, comptant que les relacions entre els diversos components d'un fet de parla no es poden extrapolar. Igualment, la generació de principis universals queda allunyada dels objectius que es proposa l'etnografia de la comunicació, més propis de la lingüística estructural de Chomsky o de les màximes convesacionals de Grice. Així, l'etnografia de la comunicació estudia els fets de parla per tal de determinar com els elements a un nivell (p. e.: la tria de codi, les estratègies del discurs) defineixen i estan relacionats amb els d'un altre nivell (p. e.: identitats socials, valors).

## Acte de parla
L'acte de parla entra dins de l'àmbit de l'etnografia de la comunicació, tenint en compte de quina manera una mateixa unitat lingüística pot variar el seu significat depenent de quin sigui el context en què s'empri, vinculant estretament l'etnografia de la comunicació amb la pragmàtica. En aquest sentit, la tasca de l'investigador consisteix a determinar quines són les relacions entre la realitat subjectiva de qui parla, la forma lingüística escollida, i la resposta de l'audiència. Tot i que l'aproximació que fa l'etnografia de la comunicació als actes de parla és similar al de l'anàlisi de la conversa, es diferencien en el fet que l'etnografia de la comunicació té en compte aspectes externs al mateix fet de parla, com ara el punt de vista que puguin tenir tant el locutor com l'oïdor. L'investigador, per tant, ha de cercar les evidències explícites que tracta l'anàlisi de la conversa, però també d'altres que s'hi poden considerar implícites, com ara el rerefons dels parlants.